# Gais (Italia)
Gais (Goas in dialetto locale) è un comune italiano di 3 284 abitanti della provincia autonoma di Bolzano in Trentino-Alto Adige.

## Geografia fisica
Costituito come comune autonomo nel 1928, si trova circa 5 km a nord di Brunico, all'incrocio tra la Val di Tures e la Valle di Riomolino (Mühlbacher Tal in tedesco).

## Origini del nome
Il toponimo è attestato nel 985-993 e nel 1050-1065 come Geizes, nel 1142-1155 come Gaizes e Gaizis, nel 1314 come Gaeys e nel 1375 come Gais e probabilmente deriva da Geitz, vezzeggiativo del nome di persona tedesco Gaido.
Un'altra versione sull'origine del nome che viene fatto derivare dal linguista Karl Finsterwalder dalla radice indogermanica di ghid, che significa "terreno alluvionale". La località prenderebbe dunque il nome dal grande conoide di deiezione, l'elemento più evidente del suo paesaggio.
Secondo la leggenda il nome deriva da quello della capra (in tedesco Geiß). Una ragazza sarebbe andata sul monte di San Giorgio a cercare la sua capra, quando il paese fu sepolto da una frana. La capra avrebbe dunque salvato la vita della sua padrona. Secondo un'altra versione, in tempi antichi la peste avrebbe sterminato uomini ed animali, fatta eccezione per un contadino con una capra, del cui latte egli si sarebbe nutrito. La casa del contadino fu poi chiamata Gaiser (in italiano "capraio") e da essa avrebbe preso nome il paese. In effetti fino a pochi decenni fa a Gais esisteva ancora un maso con questo nome.
Gais, insieme a Lana e Plaus, è uno dei tre comuni in provincia di Bolzano che, pur senza avere un preesistente corrispettivo italiano, non fu forzatamente tradotto durante il fascismo.

## Storia

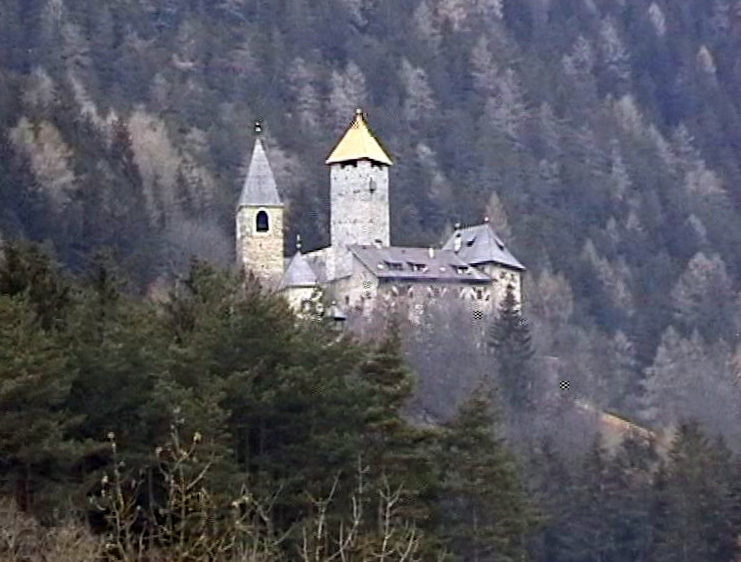
Il Castel Neuhaus, che domina il paese di Gais

La zona di Gais era senza dubbio abitata già in epoca preistorica, come testimoniano gli insediamenti sulla Gaisinger Pipe, l'altura fra la Bärental e la frazione Riomolino (Mühlbach), e sul pianoro del castello di Chela (Kehlburg). Nel 985 è attestato per la prima volta il toponimo di Gais. Nel 1014 il paese, a seguito di una donazione concessa dall'imperatore Enrico II, fu ceduto alla chiesa episcopale di Bamberga da lui fondata, la quale vi eresse una chiesa autonoma, eretta in sede parrocchiale in sostituzione di San Giorgio.
Il territorio parrocchiale di Gais comprendeva allora anche le località di San Giorgio (Sankt Georgen), Villa Santa Caterina (Aufhofen), Villa Ottone (Uttenheim), Montassilone (Tesselberg), Riomolino (Mühlbach) e Lana di Gais (Lanebach). La parrocchia di Gais non si occupava solo di cura d'anime, ma anche dell'amministrazione del territorio; tra il XII e il XIII secolo essa fu però suddivisa in tre diverse sedi giudiziarie, con Gais che divenne parte del giudizio di Neuhaus, ceduto in feudo dal capitolo di Bamberga ai signori di Taufers.
Nel 1306 Hugo e Ulrich von Taufers divisero i loro possedimenti: il castello di Neuhaus venne assegnato ad Ulrich insieme alla metà del paese, mentre l'altra metà ed il castello di Tures toccarono a Hugo. Da questa divisione nacquero le sedi giudiziarie (Gericht) di Tures e di Villa Ottone o Neuhaus. Ancora nel 1400 i documenti parlano di un paese diviso in due, dopodiché probabilmente tutta la plaga venne ricondotta sotto la giurisdizione di Villa Ottone-Neuhaus.
Gais costituiva all'interno di questo Giudicato una delle cinque Pimberche (distretti fiscali ed economici). Questa organizzazione rimase in vigore fino al 1811, anno in cui Villa Ottone e Gais divennero un unico comune, salvo però essere nuovamente divisi nel 1814. Nel 1850 la frazione di Lanebach passò al comune di Gais e infine nel 1928 il comune di Gais incorporò definitivamente Villa Ottone, Riomolino e Montassilone.

### Simboli
Con DPR del 19 aprile 1956 al comune di Gais fu concesso il seguente stemma:
Il gonfalone era un drappo di azzurro.
La blasonatura intendeva evocare l'importanza strategica della località, soggetta al principe-vescovo di Bressanone, che qui possedeva i castelli di Kehlburg e Neuhaus, posti a presidio della Val di Tures. Col passare del tempo tuttavia tale stemma fu considerato poco rappresentativo dell'identità locale, sicché il 28 febbraio 1986 (in occasione del 1000º anniversario della prima menzione del toponimo) il consiglio comunale deliberò l'adozione di un nuovo disegno:
L'aquila simboleggia Giovanni Evangelista, patrono della parrocchia, mentre il campo oro-azzurro ricalca lo stemma dell'antico Giudicato di Villa Ottone (Gericht Uttenheim), che ebbe giurisdizione sulla plaga di Gais dal Medioevo fino al XVII secolo.
Il gonfalone è un drappo partito di giallo e di azzurro.

## Monumenti e luoghi d'interesse

### Architetture religiose
- Chiesa di San Giovanni Evangelista, sede parrocchiale di Gais
- Chiesa dei Quattordici Santi Intercessori, sede parrocchiale della frazione Riomolino
- Cappella del cimitero, a Gais
- Cappella della Visitazione di Maria, a Gais
- Cappella di San Erasmo, a Gais
- Chiesa di Santa Margherita, sede parrocchiale di Villa Ottone[16]
- Cappella di San Valentino, a Villa Ottone
- Chiesa della curatia dei Santi Crisante e Daria, a Montassilone

### Architetture militari
- Castel Neuhaus, a Gais
- Castello di Chela (Kehlburg), a Gais
- Castello di Uttenheim, anche chiamato "il castelletto" (Schlössl), a Villa Ottone
- Maniero Stock, proprietà dei baroni Sternbach

### Aree naturali
- I bagni "Badl" di Riomolino (Mühlbacher Badl)

## Società

### Ripartizione linguistica
La sua popolazione è in maggioranza di madrelingua tedesca:
| %      | Ripartizione linguistica (gruppi principali) |
| ------ | -------------------------------------------- |
| 96,07% | madrelingua tedesca                          |
| 3,60%  | madrelingua italiana                         |
| 0,33%  | madrelingua ladina                           |

### Evoluzione demografica
Abitanti censiti

## Cultura

### Scuole
Nel territorio comunale hanno sede tre plessi scolastici primari (a Gais, Villa Ottone e Riomolino) e due scuole materne (a Gais e Villa Ottone).

### Musei
A Gais ha sede il Feuerwehrhelm-Museum (museo degli elmi dei vigili del fuoco), collezione privata di oltre 700 elmi e caschi da pompiere raccolti in oltre 30 anni a livello mondiale da Franz Josef Mairhofer, che li ha allestiti in un'esposizione di circa 200 m².
Nella frazione Lanebach, a 1500 m slm, si trova altresì l'ex scuola di montagna, costruita nel 1845 per garantire l'istruzione elementare ai bambini delle famiglie residenti nei masi più impervi della zona e impossibilitati (soprattutto nei mesi invernali) a scendere a valle sull'angusto sentiero che portava a Gais. Il piccolo plesso, presenziato di norma da un solo maestro "in residenza" (che veniva alloggiato a rotazione nei masi), rimase attivo discontinuamente fino al 1983, allorché l'ultima famiglia con figli lasciò il proprio maso; di lì a poco, Lana fu allacciata alla strada carrabile, il che rese definitivamente superflua la scuola di montagna, che fu però preservata coi propri arredi originari e, dal 2009, tramutata in museo.

### Istituzioni
Dal 2011 Gais è sede dell'ITS - Institut für Transnationale Studien / Institute for Transnational Studies, in precedenza ubicato a Landshut, ente attivo nel settore della consulenza di politica internazionale.

## Geografia antropica

### Frazioni

#### Villa Ottone (Uttenheim)
Il nome originale tedesco di Uttenheim, che fra il 993 ed il 1316 compare nelle varianti Outenheim, Outanheim, Utenhaem e Utenhaim: secondo lo studioso Karl Finsterwalder va fatto risalire all'antroponimo bavaro femminile "Uota". Una tale "Uota" è storicamente testimoniata fra i membri della famiglia regnante bavarese degli Agilolfingi. Il toponimo è quindi un raro caso di matronimico. La versione italiana è invece una mera invenzione del Prontuario dei nomi locali dell'Alto Adige di Ettore Tolomei, che non colse o tralasciò la base etimologica (per la quale il nome avrebbe dovuto essere, pressappoco, "Villa d'Uta") e italianizzò il nome per assonanza in Villa Ottone.
Dal 1100 vi è testimonianza dei signori di Uttenheim che costruirono probabilmente il loro castello sullo sperone roccioso che domina il paese. Originariamente indipendenti, dal 1140 compaiono come ministeriali (vassalli) dei potenti signori di Taufers. Nel 1387 la famiglia dei signori di Uttenheim si estinse.
I signori di Taufers avevano ottenuto in feudo dal capitolo di Bamberg dei possedimenti nella zona di Gais. Nella divisione intervenuta nella casata dei signori di Taufers nel 1306 il castello di Villa Ottone era indicato ancora come proprietà comune, ma divenne poi probabilmente proprietà esclusiva di Ulrich von Taufers che ottenne così anche la giurisdizione sul paese di Villa Ottone.
Nel 1311 Ulrich von Taufers aveva ceduto i castelli di Villa Ottone e Neuhaus (sopra Gais) insieme alla giurisdizione alla moglie Katharina di Gorizia. Da questa la proprietà passò successivamente ai fratelli e venne inglobata in quelle della Contea di Gorizia in Val Pusteria. Mentre nella prima metà del XV secolo Neuhaus è ancora il centro del giudizio che dal castello prendeva il nome, a partire dal 1459 compare l'indicazione di Giudizio di Villa Ottone.
Dopo essere passato più volte di mano, nel 1674 il giudizio di Villa Ottone fu assegnato ai signori e poi conti von Troyer che lo conservarono fino alla dominazione bavarese. Quest'ultima lo assoggettò al tribunale di Brunico cui lo inglobò nel 1810. Nel 1817 lo ricevettero i conti von Ferrari insieme a quello di Tures.
Il giudizio di Villa Ottone è composto dalle cinque "Pimberche" (ovvero distretti economici e tributari) di Gais, Mühlbach, Villa Ottone, Lanebach e Neuhaus. La sede giudiziaria, dopo che il castello era caduto in rovina nel XVII secolo, si trovava a Gais.
Per la cura d'anime, Villa Ottone dipendeva da Tures. Nel 1811 Villa Ottone fu riunita con Gais in un unico comune. Nel 1814 i due paesi divennero nuovamente comuni autonomi fino al 1928, quando Villa Ottone fu incorporato definitivamente nel comune di Gais.
Il maniero Stock, proprietà dei baroni Sternbach di Brunico, ospita l'archivio Sternbach che risale al tardo medioevo.

#### Riomolino (Mühlbach)
La località viene citata per la prima volta nel 1440 come Muelbach e nel 1517 come Millpach. Costituiva un "Pimberch" (ovvero distretto economico e tributario) del Giudizio di Villa Ottone (Landgericht Uttenheim).
Nel 1786 Mühlbach ottenne un proprio cappellano. Allora vi abitavano 226 anime. L'esposito non aveva però diritto di battesimo, né di matrimonio. I morti dovevano essere sepolti a Gais. Sempre a Gais gli abitanti di Mühlbach dovevano recarsi per la messa principale. Solo nel 1831 furono sollevati da questo obbligo.
Dopo essere stato un comune autonomo, nel 1928 Mühlbach fu annesso al Comune di Gais. Fino al XIX secolo il paese era raggiungibile solo a piedi. Negli anni sessanta del secolo scorso ottenne una strada di accesso lunga tre chilometri attraverso Percha, Amaten e Montassilone. Solo nel 1975-1977 l'antica via di collegamento con Villa Ottone fu trasformata in una strada carrozzabile.
I bagni di Mühlbach (1.694 metri), i più alti nel loro genere in Val Pusteria, erano frequentati volentieri dalla popolazione locale. Erano tipici "bagni contadini" in cui regnava un allegro connubio fra il bagno vero e proprio (in tinozze di legno) e vita di malga. Il potere curativo delle acque era assai decantato soprattutto per le malattia degli organi digestivi. Gli ospiti dei bagni dovevano però portarsi da mangiare e da bere da soli.
Nel 1967 i bagni, citati anche dallo scrittore Beda Weber, bruciarono. L'edificio e la cappella sono stati nel frattempo ricostruiti, ma i bagni non sono stati ancora riaperti.

#### Montassilone (Tesselberg)
Il nome è da ricondurre al patronimico di Tassilone, diffuso nell'antica casata bavarese degli Agilolfingi. Il toponimo si incontra nelle varianti Tessilinperch, Tessilinberg e Tessilperc mons Tassilonis fin dal 993.
La frazione dipendeva dal tribunale vescovile di Brunico. Appena nel 1831 vi fu assegnato un proprio curatore d'anime. La località contava allora 22 case con 28 famiglie e 195 anime. Dopo essere stata fino al 1911 una frazione dell'allora comune di Teodone (Dietenheim), dal 1911 al 1928 fu comune autonomo e da allora è frazione del Comune di Gais.
In seguito agli attentati terroristici compiuti fra la fine degli anni cinquanta e l'inizio degli anni sessanta nella zona di Tures, nel settembre del 1964 le autorità di polizia intrapresero una spedizione punitiva a Montassilone. Nell'occasione non furono messe sottosopra solo le case e le stalle, ma venne maltrattata anche la popolazione, tanto che una ragazza fu colpita di striscio da un proiettile. Non fu trovato nulla.

#### Lana di Gais (Lanebach)
Lanebach faceva parte fino al 1º novembre del 1810 del Giudizio di Villa Ottone. Poi venne assegnata a Gais.
Lanebach, citata dapprima nel 1278 come Leunepach, ottenne una certa notorietà grazie al poeta Oswald von Wolkenstein, amministratore del castello di Neuhaus. In un canto scritto nel 1418 il poeta siede ze öbrist auf dem Lenepach ("in alto a Lanebach") ed illustra la posizione del piccolo abitato con parole particolarmente calzanti parlando dei masi sul ripido pendio montano che ancora oggi è uno dei più erti e difficili da raggiungere di tutta la provincia. La voce popolare dice: "A Lanebach nessun contadino muore nel suo letto; uno se lo porta via la valanga, l'altro rimane sotto il legname ed il terzo rotola giù."

## Infrastrutture e trasporti

### Ferrovie
Dal 1908 al 1957 Gais fu servito da una propria stazione ferroviaria sulla linea Ferrovia Brunico-Campo Tures; cessato il servizio, la linea fu disarmata e le infrastrutture demolite.

## Amministrazione

La bandiera comunale

| Periodo | Periodo   | Primo cittadino            | Partito | Carica  | Note |
| ------- | --------- | -------------------------- | ------- | ------- | ---- |
| 2005    | 2015      | Romana Stifter Ausserhofer | SVP     | Sindaco |      |
| 2015    | in carica | Christian Gartner          | SVP     | Sindaco |      |

### Gemellaggi
- Coburgo, dal 1972